# 克拉斯科沃 (莫斯科州)
克拉斯科沃（羅馬化：Kraskovo）是俄罗斯莫斯科州的市级镇，属州辖市柳别尔齐市（城市区），地处莫斯科州中东部，在区行政中心柳别尔齐及州府莫斯科东南方。镇东南侧有市级镇马拉霍夫卡，西侧为市级镇托米利诺。莫斯科河一支流佩霍尔卡河从镇西侧流过。
该地2021年人口有23,685人；2010年人口21,250；2002年人口11,930；1989年人口13,806。